# Kapela Duha Svetoga u Žerjavincu
Kapela Duha Svetoga katolička je kapela koja se nalazi u zagrebačkoj četvrti Sesvete u naselju Žerjavinec.
Sagrađena je 1741. godine, a 1776. godine je cijela zidana, pod je popločen brušenim kamenom te je osvijetljena prozorima. Oltar koji se nalazi u kapeli dar je biskupa Josipa Branjuga.
Kapela je do 1975. godine pripadala župi svetog Petra i Pavla apostola u Kašini, a od 1975. godine je dio župe Bezgrešnoga začeća Blažene Djevice Marije u Soblincu.
U potresu koji je pogodio Zagreb 22. ožujka 2020. godine kapela Duha Svetoga pretrpjela je znatna oštećenja.

## Galerija
- Bočno pročelje
- Ulazna vrata